# Топчій Алла Дмитрівна
Алла Дмитрівна Топчі́й (народилася 6 грудня 1958 в місті Кагарлик Київської області) — українська поетеса і журналістка, член НСПУ (2002).

## Життєпис
Топчій Алла Дмитрівна народилася 6 грудня 1958 рокув м. Кагарлик на Київщині.
Закінчила факультет журналістики Київського державного університету ім. Т. Г. Шевченка.
З 1978 року працювала в газетах «Київський вісник», «Хрещатик»; журналах «Тваринництво України», «Банкиръ», «Жіночий світ»та ін.
Головний редактор газети «Київські обрії». Директор ПП «КНІВС», безпартійна, проживає в місті Бровари Київської області.

## Творчість
Авторка збірок «Протилежний берег ночі» (1999), «Карнавал» (2008), «Батурин» (2011), «Чигирин» (2018), численних статей у періодиці.
2011 р.- лауреат премії ім. Григорія Косинки.